# Leone nella cultura di massa

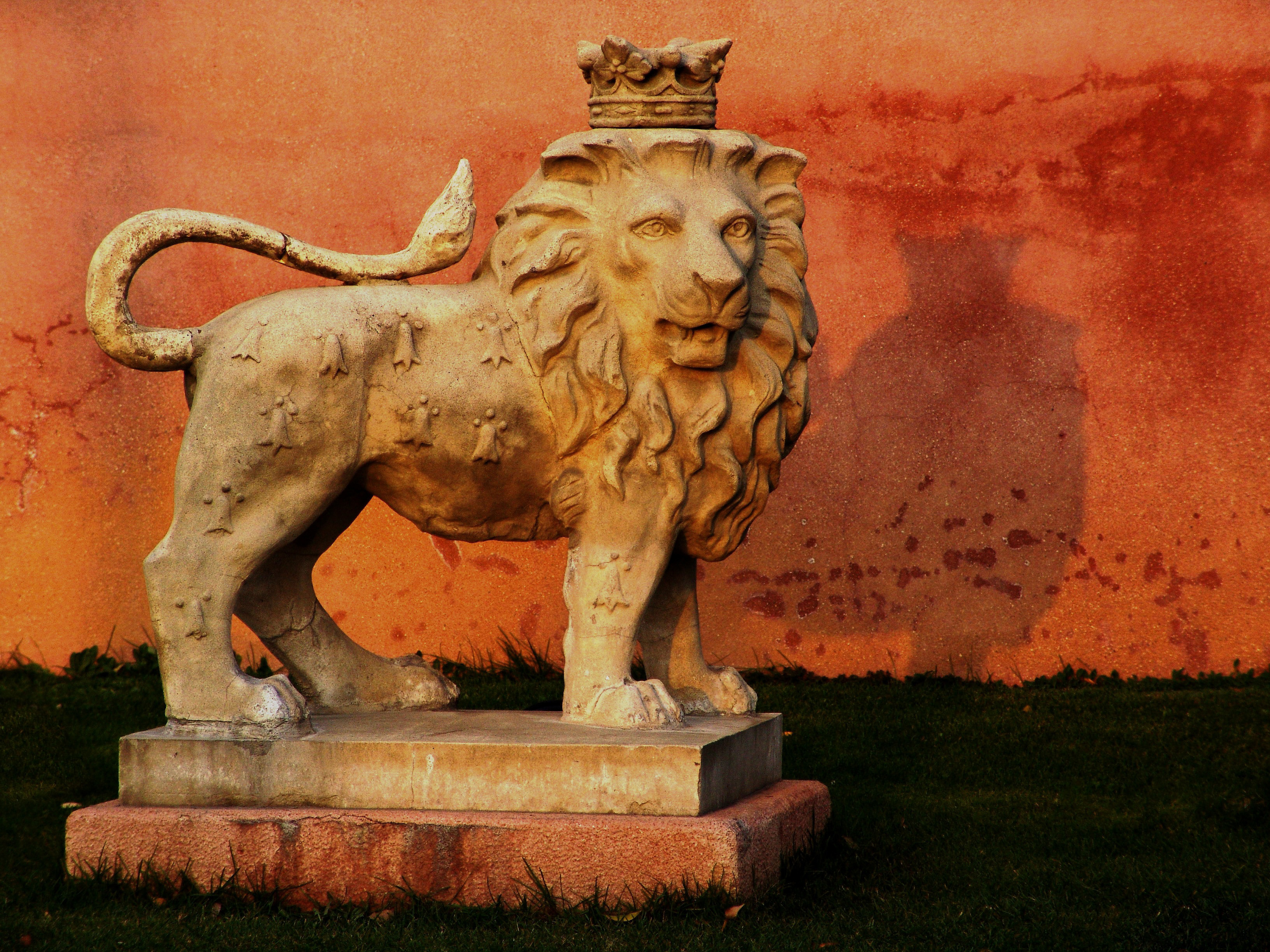
Leone con la corona, simbolo di regalità.

Il leone (in particolare il leone maschio) ha sempre esercitato un grande fascino sull'uomo. In numerose culture, esso viene usato come simbolo di virtù e qualità positive come forza, fierezza, maestosità, nobiltà e coraggio.
La similitudine con il leone, usata per lodare i potenti e gli eroi, è una della più usate di tutti i tempi, dall'Achille di Omero al feldmaresciallo austriaco Borojević detto il "leone dell'Isonzo". Nella cultura moderna popolare, questo ruolo simbolico del leone viene rappresentato anche da frasi di uso comune come "sentirsi un leone" (sentirsi nel pieno delle forze), "fare la parte del leone" (dominare una certa situazione) o "essere coraggioso come un leone". L'identificazione del leone con il "re degli animali" (originaria del mondo classico) arricchisce la sua immagine di ulteriori significati metaforici.
Oltre che in senso positivo, il leone ha colpito l'immaginario umano anche per la sua aggressività e potenziale pericolosità per l'uomo; rappresenta uno degli archetipi di fiera. A causa del restringersi del suo areale, in epoca storica fu in particolare associato con l'idea di una belva esotica; i Romani per esempio usavano l'espressione Hic sunt leones ("qui ci sono i leoni") per indicare, nelle carte geografiche, le regioni inesplorate (e quindi pericolose).

## Il leone come spettacolo
Essendo un animale gregario, e incline a concentrare le proprie energie solo su sporadici momenti di combattimento, il leone può risultare notevolmente più docile rispetto ad altri animali (come, per esempio, la tigre), e potenzialmente più semplice da addestrare e addomesticare. Fin dai tempi antichi, i leoni sono stati impiegati in spettacoli di tipo circense, di diversa natura.

### Combattimenti fra leoni e altri animali
Combattimenti fra leoni e altri animali erano piuttosto diffusi nell'antichità, e una certa diffusione ebbero anche i combattimenti organizzati fra leoni ed esseri umani (per esempio nelle arene romane). Una tradizione particolarmente longeva è quella del combattimento fra cani da caccia e leoni; Claudio Aureliano, per esempio, riporta che Alessandro Magno ebbe modo di assistere a questo genere di spettacolo in India. Questa pratica rimase diffusa a lungo, e ancora intorno al XIX secolo era presente in Europa: a Vienna, per esempio, uno degli ultimi anfiteatri dedicati al combattimento di leoni era ancora funzionante nel 1790, secondo quanto riportato dal Times, e nel 1825 si tenne uno degli ultimi combattimenti fra leoni e cani da caccia del Regno Unito.

### Leoni ammaestrati
Una pratica meno cruenta, e permessa in gran parte del mondo (sebbene contestata dagli animalisti) è l'impiego di leoni come attrazioni nei circhi moderni. I leoni vengono utilizzati anche in spettacoli individuali, ad esempio da Siegfried & Roy. Il domatore di leoni, che convince i propri leoni a eseguire insolite acrobazie (come il classico salto attraverso il cerchio) o mostra il proprio coraggio introducendo la testa fra le fauci dell'animale, è una delle figure tradizionali del mondo circense.
La pratica fu iniziata nella prima metà del 1800 dal francese Henri Martin e dallo statunitense Isaac A. Van Amburgh, le cui gesta hanno attraversato il mondo, venendo imitate da numerosi successori. Van Amburghin particolare si esibì di fronte alla regina Vittoria quando si recò in tour nel Regno Unito. Martin inventò invece la pantomima Les Lions de Mysore, subito imitata dal collega. Questi spettacoli superarono l'equitazione nelle preferenze degli spettatori dei circhi, ed entrarono definitivamente nell'immaginario collettivo con l'avvento del cinema. Nel dimostrare la superiorità dell'uomo sugli animali, l'addestramento svolge il ruolo precedentemente svolto dai combattimenti.
La sedia, strumento tradizionale del domatore, è stata probabilmente introdotta dallo statunitense Clyde Beatty.
Anche negli zoo i leoni sono spesso in qualche misura addomesticati, per garantire maggiore sicurezza agli operatori o per fornire speciali attrazioni al pubblico, come la possibilità di accarezzare cuccioli di leoni o di interagire in altri modi con questi animali.

## Mitologia e religione

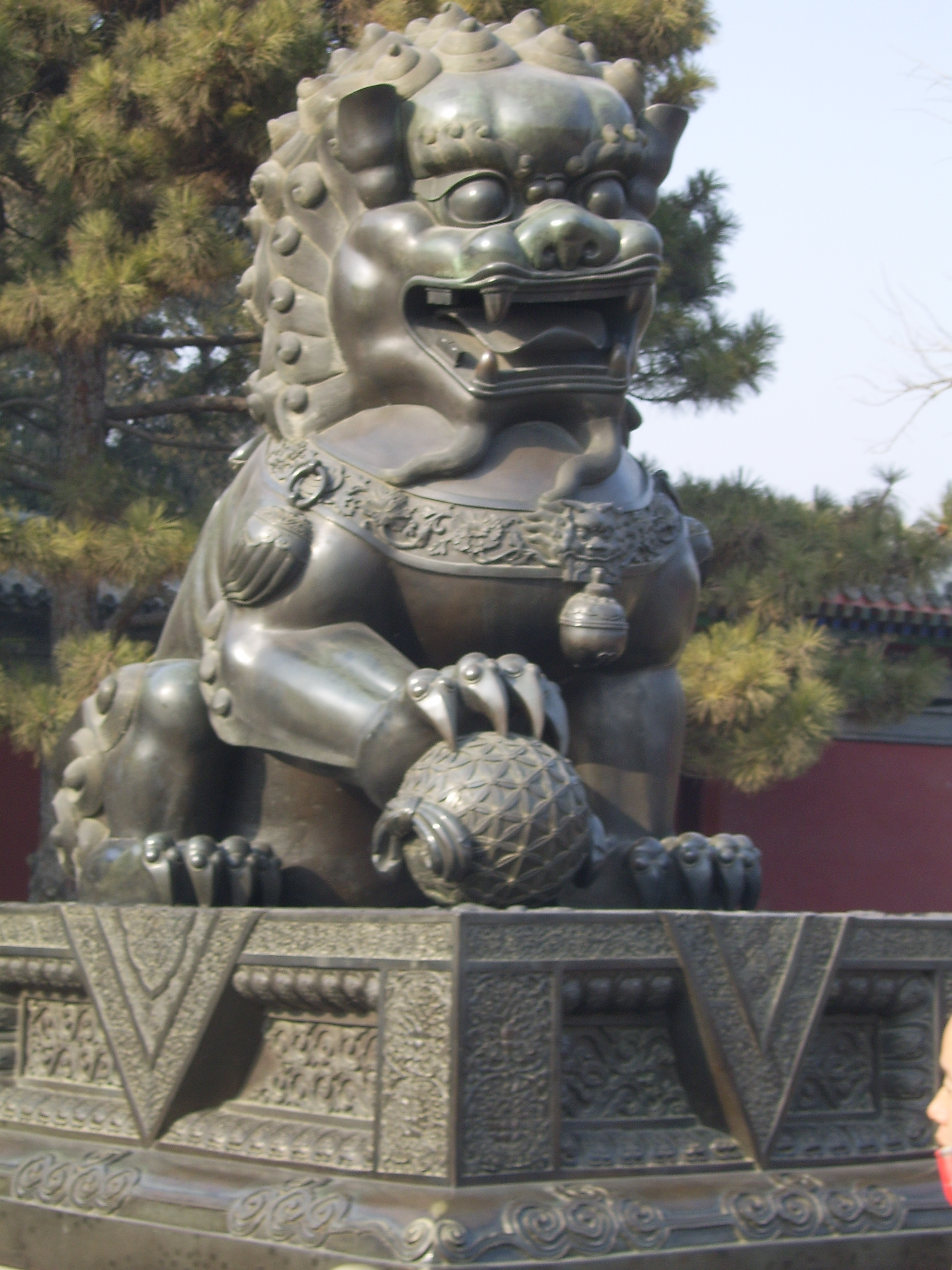
Un tradizionale "leone cinese" (Palazzo d'Estate, Pechino)

Nella mitologia mesopotamica e babilonese, agli eroi Gilgamesh e Enkidu viene attribuita la capacità di domare e dominare i leoni; anche le rappresentazioni artistiche di questi personaggi li ritraggono spesso intenti a domare o sconfiggere leoni. Le feste in onore del dio persiano Mitra erano dette "Leontiche", essendo il leone un animale sacro a questa divinità.
Come Gilgamesh, anche l'eroe Eracle della mitologia greca è capace di sconfiggere i leoni: fra le sue caratteristiche c'è il fatto di aver ucciso il temibile leone Nemeo, e di indossarne le pelli. Due leoni rappresentano i personaggi mitologici di Melanione e Atalanta, trasformati in leoni da Zeus e condannati a trascinare il carro della dea Cibele come punizione per aver profanato un tempio di quest'ultima.
Nella cultura egizia invece, alla figura del Faraone veniva associata l'immagine della Sfinge, una creatura con corpo di leone e testa di uomo, di falco o di ariete. La dea Sekhmet viene raffigurata con testa leonina. Riferimenti al leone compaiono anche nell'iconografia associata a numerose altre divinità egizie, come Bastet, Maashes e Dedùn.
L'appellativo "re degli animali" attribuito al leone, risale all'antico trattato Il Fisiologo (II-IV secolo d.C.), un testo che costituì il riferimento originale e il modello per molti bestiari medievali.
In Mesopotamia le stelle che compongono la costellazione del Leone furono associate all'animale sin dal IV millennio a.C.
Il Leone, uno dei segni dello zodiaco nella tradizione occidentale, è ritenuto il domicilio del Sole, il pianeta più importante, espressione di regalità, autorità e volontà. 
Tra i quattro elementi è associato al fuoco; nel tetramorfo biblico, il Leone corrisponde all'evangelista Marco.
Nell'astrologia cinese, il Leone protegge gli uomini dagli spiriti maligni (v. "Leone guardiano"). A scopo benaugurale, in occasione del capodanno cinese si esegue la cosiddetta danza del leone.
Nella mitologia malese, quando il principe Temasek sbarcò sull'isola di Singapore avvistò una strana creatura rossa e nera, con una folta criniera. Temasek ritenne che si trattasse di un leone, e interpretò l'avvistamento come un buon auspicio; per questo motivo fondò una città e la chiamò Singapura, che in sanscrito significa "la città del leone".

### Il leone nella tradizione giudaico-cristiana
Il leone viene nominato 130 volte nella Bibbia. Nell'Antico Testamento i riferimenti al leone hanno spesso lo scopo di enfatizzare la forza di un eroe; come Gilgamesh ed Eracle, l'eroe Davide sconfigge numerosi leoni prima di affrontare Golia. 

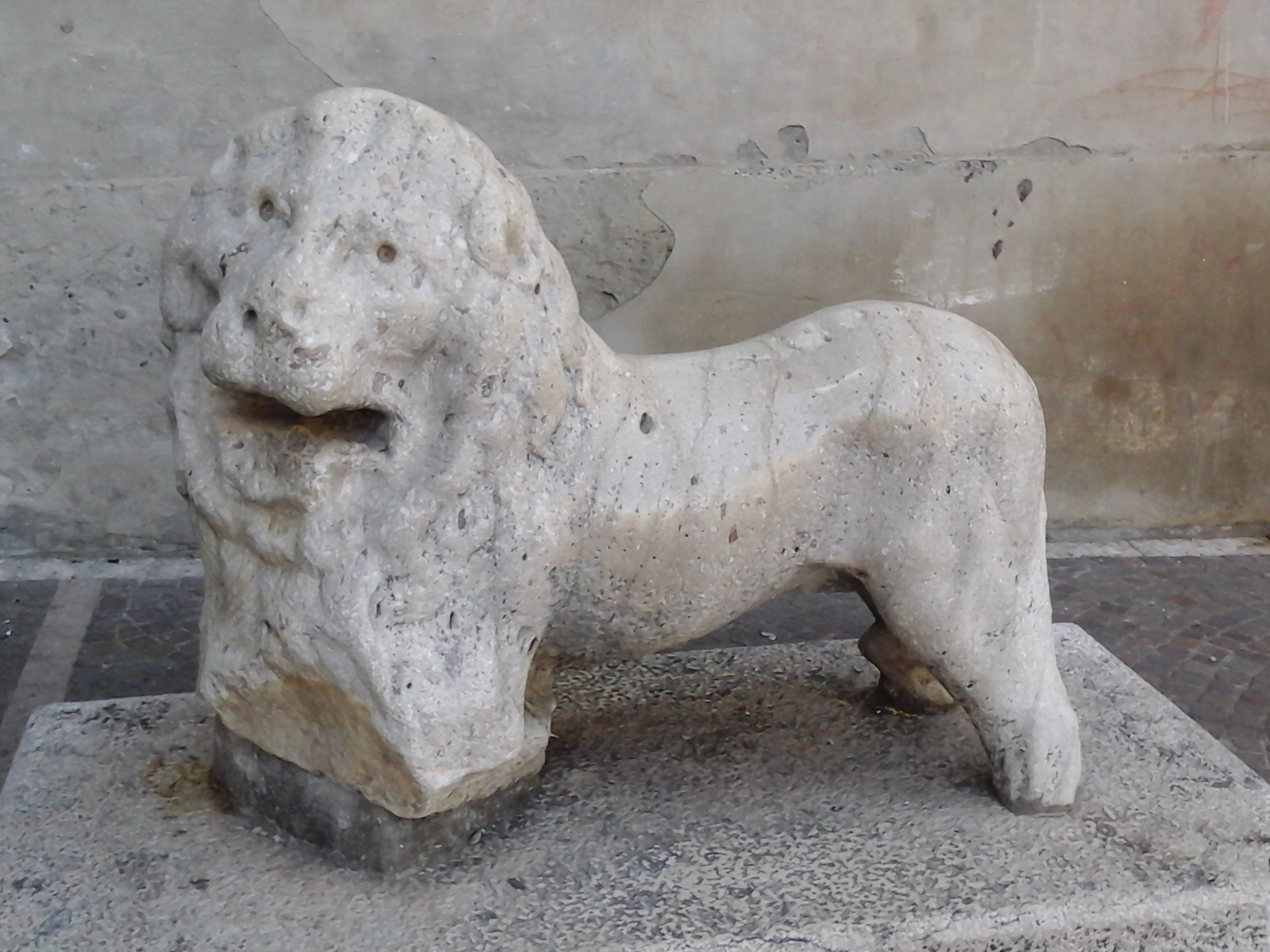
Leone in marmo ad Ascoli Satriano

Nel Nuovo Testamento inoltre il leone viene usato metaforicamente in diversi modi. Nella Prima lettera di Pietro (5, 8) il diavolo è paragonato a un leone ruggente «...che cerca qualcuno da divorare». In altri passi, il leone viene a essere uno dei simboli di Gesù Cristo. Nei bestiari medievali compaiono comunemente sia il leone (spesso rappresentato come simbolo del vizio della superbia), che creature immaginarie ispirate a questo animale e tratte dalle mitologie antiche.
L'associazione del leone con Cristo è stata sviluppata nel Fisiologo ed è in seguito divenuta parte dell'iconografia tradizionale cristiana; in particolare, al leone si ricollega in modo specifico il tema della Resurrezione. Il monaco e poeta Filippo di Thaon, nel suo Bestiario, scrive: «Il leone rappresenta - il Figlio di santa Maria - Re di tutti i popoli - senza alcun dubbio possibile».
Altra immagine di Cristo associata al leone fu vista dai mistici medievali, che interpretarono nella figura del leone ucciso da Sansone a Thamna un simbolo del Cristo ucciso dagli uomini e nel ritrovamento da parte di Sansone del miele, alimento che dà forza, nel corpo del leone qualche tempo dopo, il ritrovamento della salvezza dell'uomo nella morte di Cristo Redentore.
La tradizione antica pagana attribuiva al leone il senso della giustizia: secondo questa tradizione il leone attaccava gli altri animali solo se spinto dalla fame e non si gettava mai sull'avversario che fosse caduto a terra prima del combattimento. Questa immagine del leone amante della giustizia fu ripresa dal cristianesimo e nel medioevo le sentenze ecclesiastiche venivano spesso pronunciate sui sagrati delle chiese, che avevano due leoni scolpiti ai lati del portale, tanto che si diffuse l'espressione sul verdetto pronunciato inter leones et coram populo (fra i leoni e dinnanzi al popolo). D'altro canto il re giusto per antonomasia, Salomone, pronunciava i suoi verdetti seduto su un trono che «...aveva sei gradini; sullo schienale c'erano teste di vitello; il sedile aveva due bracci laterali, ai cui fianchi sedevano due leoni; dodici leoni si ergevano di qua e di là sui sei gradini; non ne esistevano di simili in nessun regno.» Anche la credenza antica che il leone mostrasse riconoscenza a chi gli procurava un beneficio è stata ripresa nel cristianesimo e l'iconografia di San Girolamo vede il santo spesso accompagnato da un leone, che, secondo la Legenda Aurea di Jacopo da Varazze, lo avrebbe sempre accompagnato dopo che il santo lo aveva accolto nel convento quando zoppicava per le ferite procurategli dai rovi alle zampe e curato e fatto curare dai confratelli, fino alla guarigione.
In antico si riteneva che tutte le qualità del leone risiedessero nella sua parte anteriore: testa, collo, petto e zampe anteriori, mentre la parte posteriore fungesse solo da sostegno a terra. Come ebbe a scrivere Pietro Valeriano: «Anterioribus partibus cœlestia refert, posterioribus terram» (Le parti anteriori si riferiscono al Cielo, quelle posteriori alla terra), si fece del leone un simbolo della doppia natura, divina ed umana, di Gesù Cristo.
La credenza antica che il leone dormisse ad occhi aperti ha fatto di lui l'emblema della vigilanza. Ecco un altro motivo per porre leoni scolpiti alle porte delle chiese. Scrive in proposito, nei suoi Emblemata, Andrea Alciato:
(Andrea Alciato, Emblemata V)
Il ruggito del leone ha ispirato i mistici a vederne il simbolo della parola divina. Nella profezia di Osea si legge infatti: «Seguiranno il Signore ed egli ruggirà come un leone: quando ruggirà accorreranno i suoi figli dall'Occidente [...]». mentre in quella di Gioele si legge: «Il Signore ruggisce da Sion e da Gerusalemme fa sentire la sua voce; tremano i cieli e la terra.» Sarebbe questo uno dei motivi per cui spesso i pulpiti da predica delle regioni occidentali sono sorretti da sculture leonine.

## Arti figurative

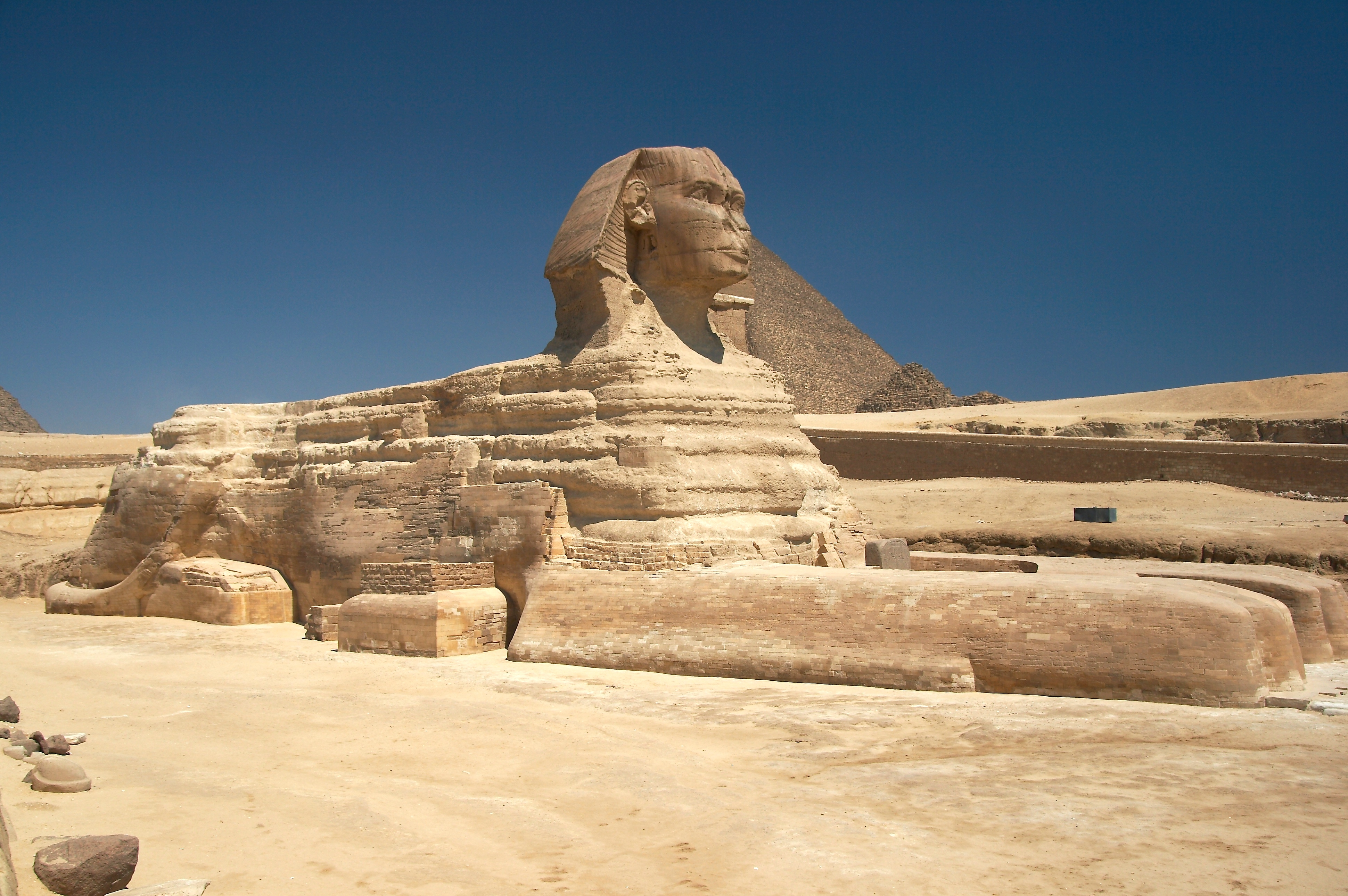
La sfinge di Giza, in Egitto

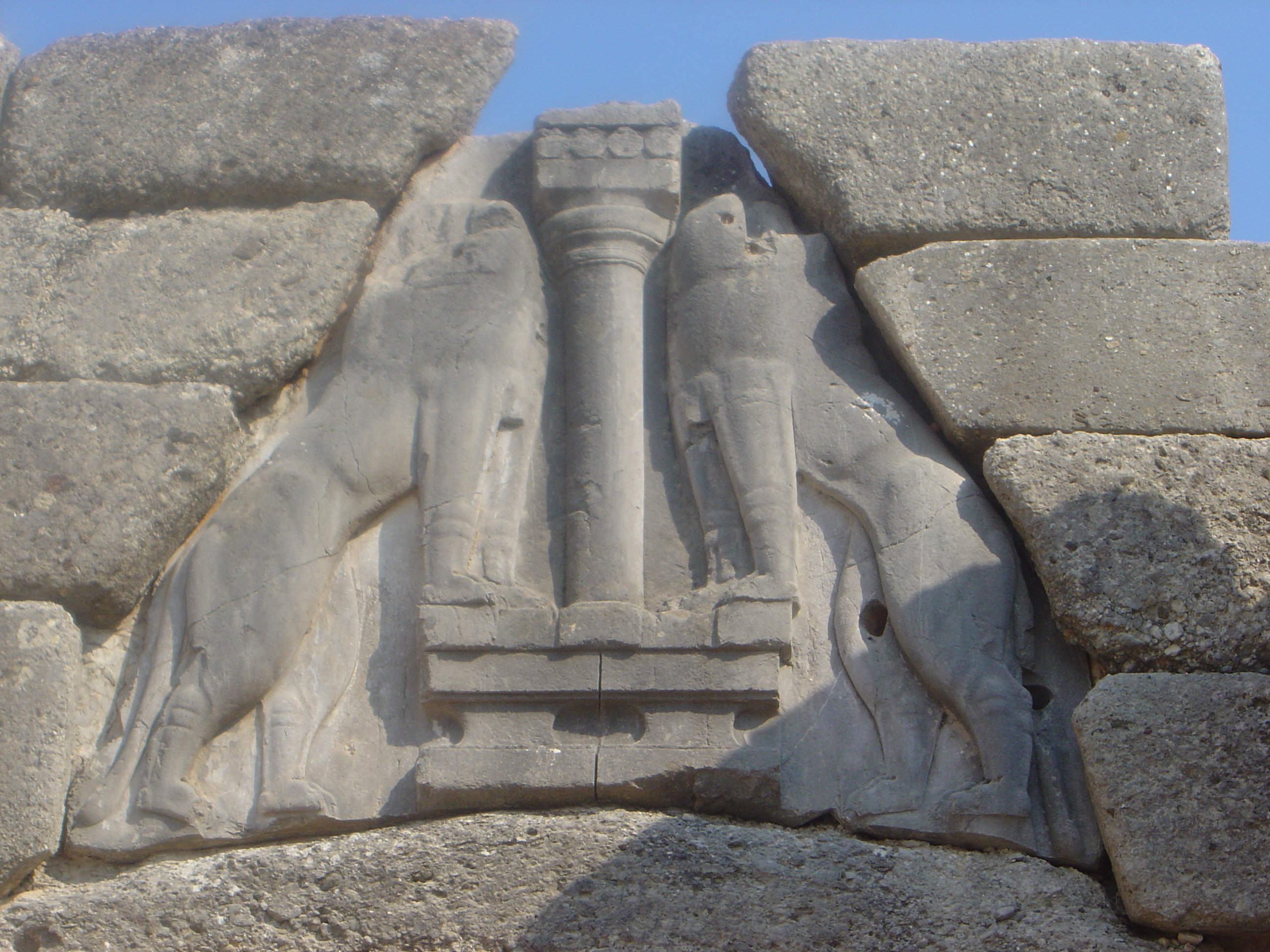
Ingresso della città di Micene, 1300 a. C. circa

Il leone è un soggetto molto diffuso in tutte le forme di arte figurativa, in particolare in scultura ed architettura. Statue di leoni sono spesso poste all'ingresso di palazzi, ponti o altre strutture architettoniche, con la funzione simbolica di guardiani.
Rappresentazioni di leoni (e in particolare di leoni delle caverne) si trovano già nell'arte preistorica: disegni di leoni si trovano per esempio nella celebre Grotta Chauvet, uno dei siti più antichi relativi al paleolitico europeo. Fra le numerose rappresentazioni di leoni o sfingi nell'arte egizia, particolarmente celebre è la Grande Sfinge di Giza.
Il leone era un tema frequente nell'arte delle antiche civiltà mediorientali e mesopotamiche. A titolo di esempio, bassorilievi rappresentanti dei leoni comparivano sulla porta di Ishtar, una delle Sette meraviglie del mondo (VI secolo a.C.).
Nel sito archeologico di Sigiriya, in Sri Lanka, si trova un ponte il cui ingresso ha la forma di una enorme bocca di leone spalancata. Il sito risale al V secolo a.C. ed è un patrimonio dell'umanità UNESCO. Una particolare stilizzazione del leone nota come leone cinese compare in modo ricorrente nella scultura e nell'architettura della Cina antica e medioevale. Fra le strutture più celebri decorate con leoni c'è la Città Proibita (edificata a partire dal XIV secolo), in cui coppie di leoni cinesi di pietra sono poste a guardia di quasi tutte le porte di ingresso.
Nella scultura e nell'architettura rinascimentale e moderna il leone è rimasto un tema molto diffuso. Esempi del XIX secolo sono i quattro leoni di bronzo di Trafalgar Square, a Londra, i leoni a guardia dell'ingresso del Britannia Bridge in Galles e del Ponte delle catene di Budapest. Del XX secolo sono invece i leoni Patience e Fortitude a guardia della Biblioteca Pubblica di New York.

## Araldica ed emblemi

Leone di san Marco

Il leone è un emblema comune in araldica. Ebbe una grandissima diffusione in tutto il mondo medioevale e rinascimentale, e gli attributi araldici di azione associati al leone furono numerosi. L'Europa non fa storicamente parte dell'habitat del leone, e la tradizione del leone araldico è riconducibile al contatto con le popolazioni del mediterraneo orientale, in particolar modo durante il periodo delle crociate.
Fra i numerosi regni e stati nordeuropei che hanno avuto o hanno tuttora il leone nel loro emblema si possono citare il Belgio, la Scozia e l'Inghilterra. L'araldica inglese fa inoltre un uso particolarmente importante del simbolo del leone, a causa di una lunga tradizione storica che risale ai due leopardi simbolo di Guglielmo il Conquistatore; molto influenti furono i leoni degli emblemi angioini, e in particolare quelli di Riccardo I d'Inghilterra (detto appunto "Cuor di Leone'"). Con riferimento alla storia d'Italia si può ricordare in particolare il leone alato (o leone marciano), simbolo di Marco evangelista fatto proprio dalla Repubblica di Venezia, e il marzocco, il leone che regge uno scudo, simbolo di Firenze. Il leone è raffigurato infine più volte all'interno della città di Monaco di Baviera in Germania.

## Letteratura
Il leone comparì nelle favole classiche, per esempio in quelle di Esopo e Fedro, dove simboleggia la potenza, e talvolta anche la prepotenza. La tradizione favolistica greco-romana presentava, nella sua rappresentazione del leone, molti punti di contatto con le favole della tradizione orale di molte regioni dell'Africa subsahariana.
Nel Medioevo il leone apparve spesso in letteratura come simbolo di superbia, secondo la tradizione dei bestiari; questo riferimento si trova per esempio nel Canto Primo della Divina commedia di Dante.
In tempi più recenti, uno dei protagonisti del celebre romanzo per ragazzi Il meraviglioso mago di Oz di L. Frank Baum (1900), è il leone codardo, un rovesciamento umoristico dello stereotipo del leone come animale coraggioso.
Solo in epoca coloniale e post-coloniale in letteratura ha iniziato ad apparire il leone in quanto tale anziché con funzione allegorica e simbolica. Un esempio in questo senso è il romanzo best seller del 1960 Nata libera (Born Free) di Joy Adamson, che racconta la storia vera di una leonessa keniota che perde la madre e viene trovata e allevata da una coppia umana (la leonessa Elsa).
Analogamente, Christian il leone. Vita e avventure del leone-gattone che ha commosso il mondo, è una storia realmente accaduta e raccontata in questo libro che narra la vita del leone Christian, un cucciolo orfano che fu allevato da due ragazzi australiani che vivevano a Londra nei primi anni settanta e che lo tennero con loro per un anno al centro di Londra nel retro di un negozio. Il leone, dopo esser stato affidato allo zoologo George Adamson in Africa, riuscì a riconoscere i due ragazzi che erano andati nel suo territorio a visitarlo dopo qualche anno.
Infine, il leone parlante Aslan è un personaggio centrale della serie di romanzi Le cronache di Narnia di C. S. Lewis. Il riferimento a Cristo e al tema della resurrezione è evidente in molti passi dell'opera.

## Cinema e teatro
Molte delle opere letterarie menzionate nella sezione Letteratura hanno avuto adattamenti cinematografici di successo: tra questi si possono citare Il mago di Oz (1939), Nata libera (1966), e Il leone, la strega e l'armadio (2005, adattamento dell'omonimo romanzo del ciclo di Narnia di Lewis). Il celebre logo animato della casa cinematografica Metro-Goldwyn-Mayer rappresenta un leone ruggente.
Altri due film dove il leone è il protagonista sono: Il re leone, del 1994 diretto da Roger Allers e Rob Minkoff, e Spiriti nelle tenebre, del 1996 diretto da Stephen Hopkins.
Infine, il premio conferito alla Mostra del cinema di Venezia è un leone dorato.

## Fumetto e animazione
- Merita di essere menzionato Il re leone (1994), uno dei massimi successi della Disney nella seconda metà del XX secolo, dal quale è stato ricavato il celebre musical omonimo.
- Un eroico leone albino è protagonista del manga ed anime Kimba, il leone bianco di Osamu Tezuka;
- Nella serie cinematografica di successo della Dreamworks Madagascar figurano tra i personaggi, diversi leoni, tra cui spicca il simpatico Alex tra i protagonisti;
- Nella serie manga e anime I cavalieri dello zodiaco i personaggi di Ioria e Ban sono protetti rispettivamente dalle costellazioni del Leone e del Leone Minore.
- I Pokémon Shinx, Luxio e Luxray sono basati sui leoni.

## Sport
Il leone viene spesso usato come simbolo e mascotte in ambito sportivo: un leone fu la mascotte dei Mondiali di calcio del 1966 (Regno Unito) e del 2006 (Germania) nonché degli Europei di calcio del 1996 (Regno Unito). Il felino compare inoltre nell'emblema di numerose associazioni sportive quali la nazionale di calcio inglese e la squadra di football dei Detroit Lions. Tornando in Inghilterra, una delle rivalità calcistiche più note e accese è quella tra le tifoserie del Chelsea F.C. e del Milwall F.C.: ambedue società il cui simbolo ufficiale è un leone. Sono noti come leoni gli sportivi di diverse squadre, per esempio i giocatori della nazionale di calcio del Camerun (i leoni indomabili), di Singapore e della Macedonia (i leoni rossi).

## Toponimi
I riferimenti ai leoni nei toponimi sono piuttosto diffusi. Alcuni esempi sono:
- Leeuwarden, nei Paesi Bassi
- León, in Spagna
- Leopoli (Lviv), in Ucraina
- Lione (Lyon), in Francia
- Sierra Leone
- Singaraja, a Bali
- Singaparna, Giava Occidentale
- Singapore
- Zalambessa, in Etiopia